# Fakhruddin Ali Ahmed
Fakhruddin Ali Ahmed (Deli, 13 de maio de 1905 — Nova Deli, 11 de fevereiro de 1977) foi presidente da Índia de 1974 a 1977. Foi escolhido para a presidência pela primeira ministra Indira Gandhi em 1974, tornando-se o terceiro presidente muçulmano.